# Un uomo a domicilio
Un uomo a domicilio (Un homme à domicile) è una serie televisiva francese in 61 episodi trasmessi per la prima volta nel corso di una sola stagione nel 1995.
È una sitcom incentrata sulle vicende di un uomo di nome Phil che si trova a convivere con una donna, Elisabeth, e con i suoi tre figli, Marie, Gédéon ed Elise.

## Personaggi e interpreti
- Elisabeth, interpretato da Manoëlle Gaillard.
- Phil, interpretato da Pierre-Jean Chérer.
- Elise, interpretata da Marie Roversi.
- Marie, interpretato da Cassandre Guéraud.
- Estelle, interpretata da Virginie Pradal.
- Gédéon, interpretato da Morgon Vasner.
- Carmen, interpretata da Charlotte Julian.

## Produzione
La serie fu prodotta da AB Productions e France 2.

### Registi
Tra i registi sono accreditati:
- Georges Bensoussan
- Nicolas Cahen
- Gérard Espinasse
- André Flédérick
- Marianne Fossorier
- Dominique Giuliani
- Catherine Roche
- Jacques Samyn

### Sceneggiatori
Tra gli sceneggiatori sono accreditati:
- Serge Arnault
- Jean-Luc Azoulay
- Géraldine Begbeider

## Distribuzione
La serie fu trasmessa in Francia nel 1995 sulla rete televisiva France 2. In Italia è stata trasmessa dal 1997 su TMC2 con il titolo Un uomo a domicilio.

## Episodi
| Stagione       | Episodi | Prima TV Francia |
| -------------- | ------- | ---------------- |
| Prima stagione | 61      | 1995             |